# John Logan Campbell
Pour les articles homonymes, voir Campbell.
John Logan Campbell (3 novembre 1817 - 22 juin 1912) est un homme d'affaires et philanthrope britannique, considéré comme l'une des figures fondatrices d'Auckland, en Nouvelle-Zélande. Surnommé le « Père d'Auckland », il est reconnu pour avoir largement contribué au développement commercial, urbain et social de la ville, notamment par ses entreprises pionnières et son important engagement philanthropique, dont le don de Cornwall Park (en) reste l'un des exemples les plus emblématiques.
Arrivé à Auckland en 1840 après avoir obtenu son diplôme de médecine à Édimbourg, il fonde avec William Brown (en) la société Brown & Campbell, qui devient l'une des principales maisons de commerce de la colonie. Il diversifie rapidement ses activités dans la navigation, l'élevage et la brasserie, et acquiert de vastes terrains dans la région. Fort de cette fortune considérable, il s'engage activement dans la vie politique locale, siégeant notamment au Conseil provincial d'Auckland (en) et à la Chambre des représentants. Anobli en 1902 pour ses services au développement de la Nouvelle-Zélande, il consacre ses dernières années à des œuvres civiques et philanthropiques, et meurt à Auckland en 1912, où il est inhumé à côté de l'obélisque de One Tree Hill.

## Biographie

### Jeunesse et formation
John Logan Campbell naît le 3 novembre 1817 à Édimbourg, en Écosse, fils unique de John Campbell (en) (1784-1867), chirurgien, et de Catherine Logan (1788-1865), originaire de l'Ayrshire,. Sa lignée paternelle le rattache à la noblesse écossaise : son grand-père, Sir James Campbell, était le troisième baronnet d'Aberuchill (en) et Kilbryde (en). Le contexte familial de John Logan Campbell est marqué par la tragédie précoce. Bien qu'il ait eu quatre sœurs, ses deux frères aînés décèdent avant qu'il n'atteigne l'âge de deux ans, faisant de lui le seul fils survivant de la famille.
Suivant la tradition familiale, il entreprend des études de médecine à l'université d'Édimbourg, et obtient son diplôme en 1839. Immédiatement après, il prend la décision de quitter l'Écosse pour tenter sa chance dans les colonies grâce à une somme de 1 000 £ (fournie par son père) et de s'essayer à l'élevage ovin. Il embarque depuis Greenock le 3 juillet 1839 à destination de la Nouvelle-Galles du Sud en Australie en tant que chirurgien de bord du navire d'émigrants Palmyra. Une fois arrivé, il se heurte rapidement aux réalités économiques de la colonie. L'Australie traverse alors une période de sécheresse qui affecte considérablement l'économie coloniale et limite les perspectives d'établissement pour les nouveaux arrivants.

### Premières années en Nouvelle-Zélande
Campbell décide de ne pas s'installer en Australie et embarque pour la colonie de Nouvelle-Zélande en mars 1840 (juste après la signature du traité de Waitangi) à bord du Lady Liford. Il débarque initialement à Port Nicholson (en) (Wellington) avant de se rendre à Waiou (aujourd'hui appelée île de Whanganui (en)) sur la péninsule de Coromandelle 13 avril 1840 où il est accueilli par William Webster, un commerçant américain, et retrouve William Brown (en), un juriste écossais qu'il avait rencontré lors de son voyage sur le Palmyra.
Informés de la décision gouvernementale d'établir la capitale à Waitemata, Campbell et Brown conçoivent rapidement un plan ambitieux : acquérir des terres, former une ville et les revendre avec profit. Les deux hommes visitent la région mais se heurtent initialement au refus des populations māori locales de leur vendre des terres appropriées. Cependant, Brown parvient à négocier l'achat de Motukorea (en) (île Browns), auprès de Te Kanini de la tribu Ngāti Tamaterā (en) et des sous-chefs Katikati et Ngatai, où ils s'installent le 13 août 1840 en face de la nouvelle capitale, Auckland.

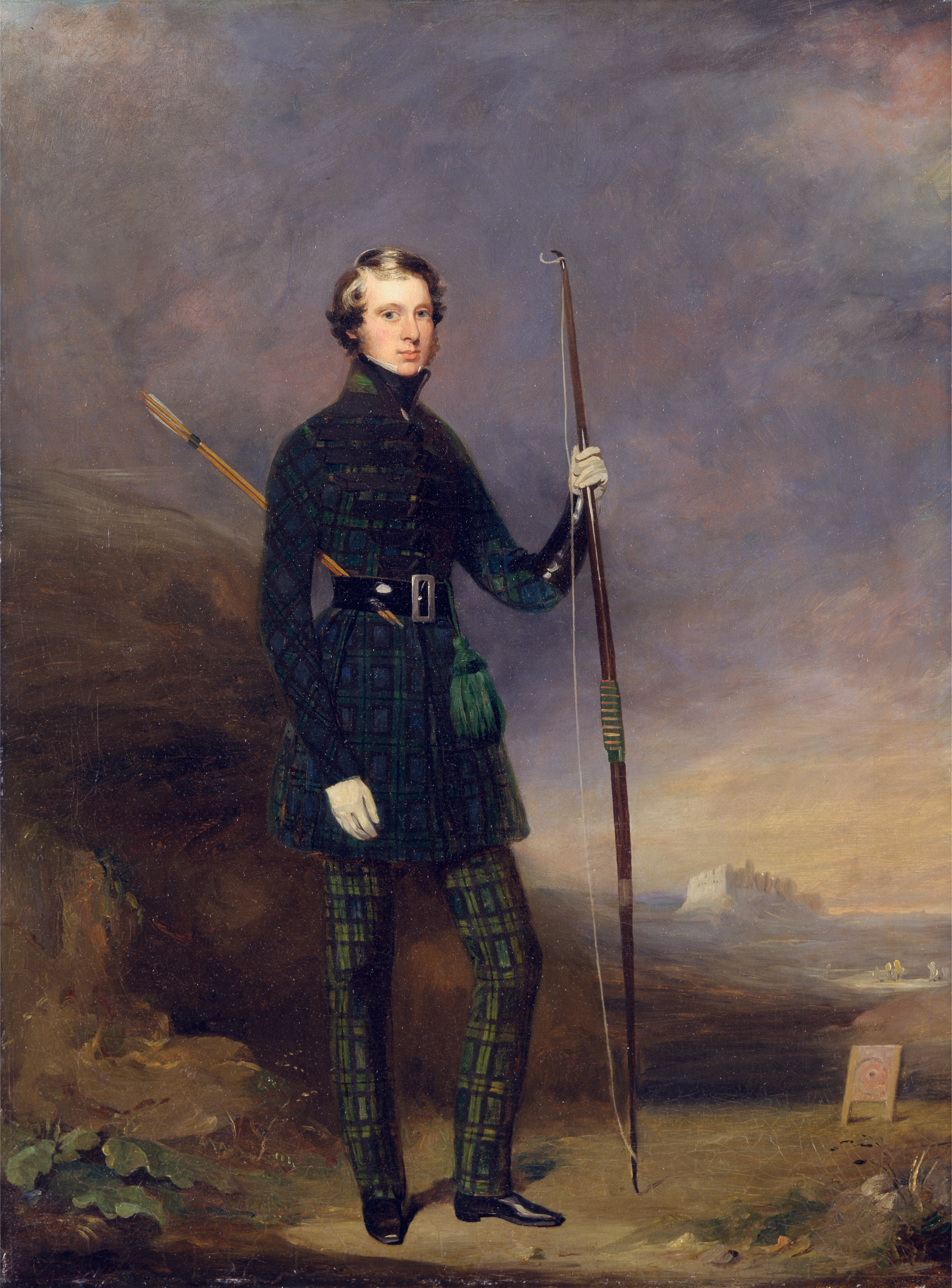
John Logan Campbell dans la tenue de club des Edinburgh Albion Archers

Le 21 décembre 1840, Campbell et Brown lancent officiellement leurs opérations sous le nom de Brown & Campbell, devenant ainsi la première entreprise commerciale d'Auckland. Campbell plante sa tente sur le rivage de la petite baie, au pied de ce qui deviendra Queen Street. Lors de la première vente aux enchères de terres de la Couronne organisée dans la capitale le 19 avril 1841, les partenaires acquièrent un lot adjacent à Shortland Crescent (en), alors la principale artère de la nouvelle ville. À l'arrière de cette parcelle, ils font construire pour Brown et sa femme un cottage en kauri (cette habitation, connue sous le nom d'Acacia Cottage, est aujourd'hui la plus ancienne maison d'Auckland et a été déplacée en 1920 vers Cornwall Park (en)). Sur la façade donnant sur la rue, les associés établissent leurs locaux commerciaux.
Campbell réalise rapidement que la prospérité de la colonie dépend de sa capacité à développer des exportations vers les marchés internationaux. Il comprend les implications de cette nécessité pour leur propre entreprise et oriente progressivement leurs activités vers l'acquisition de produits destinés à l'exportation en retournant en Angleterre en 1842 pour nouer d'importants contacts commerciaux. En 1844, l'entreprise franchit une étape majeure en acquérant le navire Bolina afin de contrôler l'ensemble de la chaîne commerciale, de l'achat local à l'exportation directe. Le 20 décembre 1844 constitue une date historique pour le commerce néo-zélandais : le drapeau est hissé sur Point Britomart (en) pour marquer le départ du premier chargement d'Auckland expédié directement vers l'Angleterre, avec une cargaison d'espars de kauri, du manganèse et du minerai de cuivre, de la salsepareille, de la terre à foulon, du lin, de la laine et cinq caisses de plantes, dont une destinée aux jardins botaniques royaux de Kew à Londres. Brown accompagne personnellement ce premier envoi, naviguant avec le Bolina vers l'Angleterre et ne revenant à Auckland qu'en 1847. Les activités de l'entreprise s'étendent progressivement au-delà du simple commerce pour inclure la spéculation foncière, l'organisation de ventes aux enchères et la prestation de services de commission.

### Semi-retraite
Sur le plan civique, Campbell assume plusieurs responsabilités : il devient président de l'Auckland Mechanics' institute (en) en 1846, fait partie du groupe qui fonde la Caisse d'épargne d'Auckland (en) l'année suivante, devient directeur local de la nouvelle succursale d'Auckland de l'Union Bank of Australia (en) la même année et collabore avec Brown au journal Southern Cross, fondé en 1843. Cependant, il refuse l'offre du gouverneur Robert FitzRoy d'un siège au Conseil législatif, n'ayant aucun goût, ni à ce moment-là ni plus tard, pour la vie politique. Son associé, prenant désormais les rênes de l'entreprise, Campbell entreprend un Grand Tour de près de deux ans de 1848 à 1850, visitant l'Europe et l'Égypte, où il navigue sur le Nil et s’intéresse particulièrement aux obélisques antiques. Ce voyage, débuté en juin 1848, influence ultérieurement son choix de monument à ériger à One Tree Hill. L'année suivante, attiré par la ruée vers l’or en Californie,  il repart pour San Francisco avec une cargaison de pommes de terre et d'oignons, et est témoin de l'incendie de cette ville. 
En septembre 1853, Campbell et Brown réalisent l'acquisition d'une ferme de 405 hectares que Campbell rebaptise One Tree Hill. Il s'intéresse également de nouveau aux affaires néo-zélandaises et, le 21 septembre 1852, est élu par la circonscription des banlieues d'Auckland au Conseil législatif de la Nouvelle-Ulster (en). Le fonctionnement de cet organe est entravé par la promulgation de la nouvelle constitution en 1853 (en). Campbell ne se présente pas aux premières élections législatives, ni dans la province ni dans la capitale. Son associé Brown, cependant, brigue la surintendance d'Auckland contre le colonel Robert Wynyard (en) (juillet 1853) qui est élu au Parlement en août 1854 pour représenter la ville. Lorsque Wynyard démissionne de sa fonction (janvier 1855), Brown est élu et reste en fonction jusqu'à la fin de l'année. Au milieu d'une crise politique, il doit partir en visite en Écosse. Campbell est élu au Parlement à sa place (octobre 1855) et, après avoir battu Frederick Whitaker par 99 voix, il devient surintendant (en) de la province d'Auckland (en) (15 novembre). Il est membre du comité exécutif de Stafford sans portefeuille (de juin à novembre 1856) et, entre-temps, dirige judicieusement les affaires de la province jusqu'en septembre 1856, date à laquelle il démissionne de son poste de surintendant et de son siège parlementaire pour effectuer un nouveau voyage en Europe. En mai 1854, le navire Signet est acheté à Geelong, en Australie, pour le commerce du bois.
Lors d'un voyage en bateau à vapeur de Sydney à Galle (au Sri Lanka), Campbell rencontre une femme beaucoup plus jeune que lui, Emma Wilson, fille de John Cracroft Wilson (en), qui se rend en Inde. Après quelques mois en Europe, il apprend le déclenchement de la révolte des Cipayes en Inde, et se rend à Meerut où il épouse Emma le 25 février 1858. Ils retournent ensemble en Europe pour reprendre son « vagabondage errant ». Leur premier enfant, Ida, nait à Naples le 22 décembre 1858. Hormis un intermède en 1860 et 1861, où il doit se rendre à Auckland pour redynamiser l'entreprise, désormais appelée Brown Campbell & Company, et y installer un associé résident, il reste à l'étranger jusqu'en 1871. En 1862, il repart pour l'Angleterre et, pendant les dix années suivantes, la famille vit principalement en Europe, surtout en Italie. Le 15 mai 1861, une fille, Cicily, naît, mais meurt le 20 novembre 1861. Le 26 mai 1864, naissent des jumeaux, John Logan (décédé le 5 février 1867) et Winifred. En décembre 1870, la famille part pour la Nouvelle-Zélande. Les Campbell et leurs deux filles, Ida et Winifred, voyagent avec une suite de domestiques. Leur existence est, selon Campbell, une vie de « dolce farniente », vivant dans des stations balnéaires et des spas en Italie, en Suisse, en France et en Grande-Bretagne.

### Retour en Nouvelle-Zélande
En décembre 1870, Campbell met fin à sa vie européenne et embarque avec sa famille pour Auckland, arrivant début 1871. Ce retour est motivé par des rapports alarmants sur la mauvaise gestion de la Brown Campbell & Company par ses associés, qui avaient spéculé sur l'or au détriment de la stabilité financière de l'entreprise. Dès son arrivée, il reprend le contrôle intégral de la firme. En 1873, il rachète la part de son ancien associé William Brown pour plus de 40 000 £, somme financée par un emprunt, devenant ainsi l'unique propriétaire de l'entreprise bien qu'elle conserve son nom d'origine. Cette réorganisation s'accompagne d'une diversification : il acquiert une scierie dans le nord du Wairoa, une station bovine à Whakatane, et étend sa brasserie Domain Brewery à Newmarket. Mais ces acquisitions lui rapportent peu de bénéfices et seront source de beaucoup d'inquiétude au cours de la décennie suivante. Son entreprise ayant fait construire pour ses propres affaires le bateau à aubes Golden Crown, il s'intéresse à la création de la New Zealand Shipping Company.

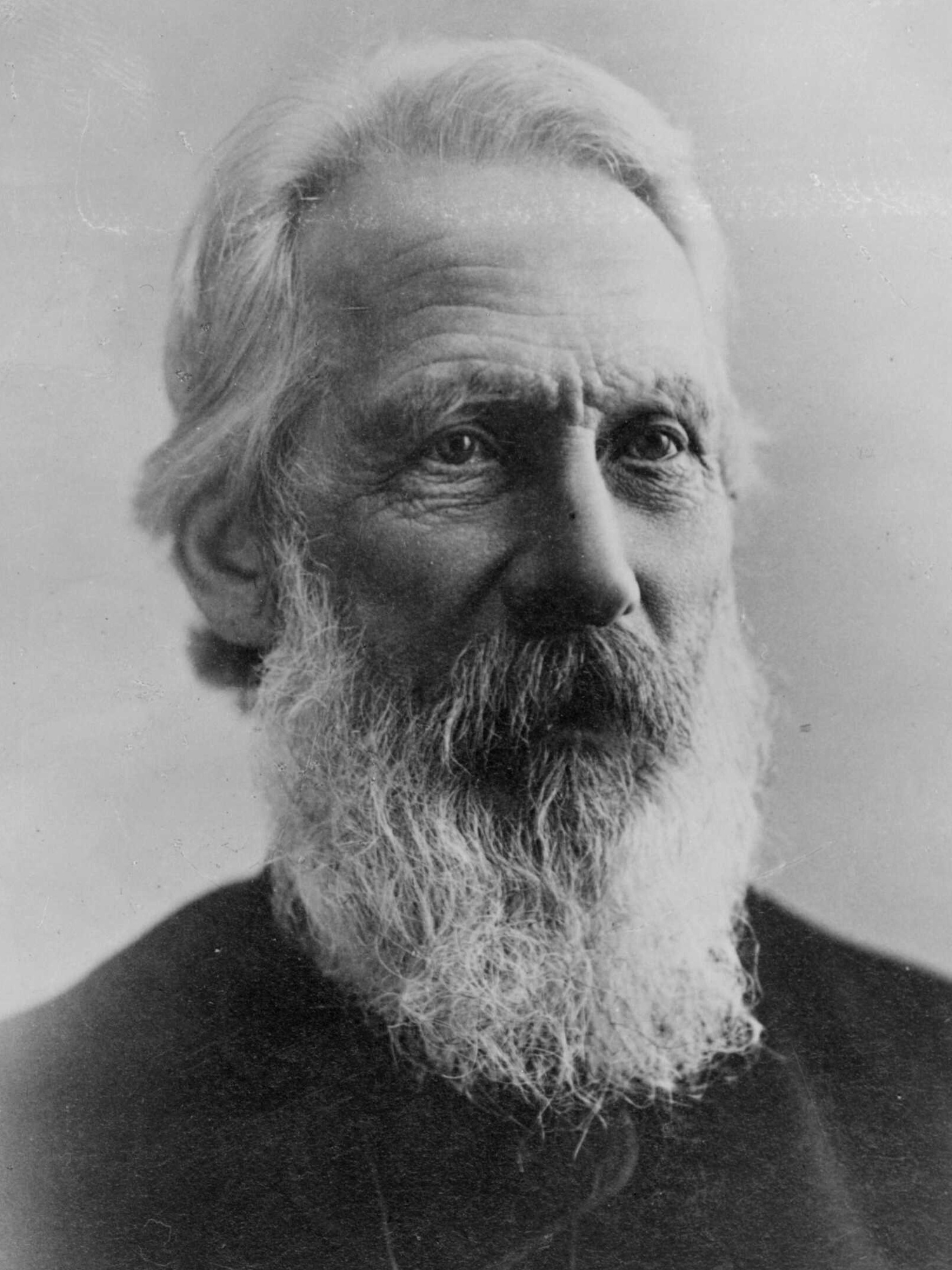
John Logan Campbell en 1887

Durant cette période, il siège aux conseils d'administration d'institutions financières, d'entreprises, d'organisations artistiques et scientifiques, ainsi que d'organismes apolitiques du gouvernement local. Surtout, il s'intègre à l'élite financière d'Auckland, qui domine la Bank of New Zealand, la New Zealand Loan and Mercantile Agency Company (en), la New Zealand Insurance Company (en), et la Thames Valley and Rotorua Railway (dont il est président) et les sociétés apparentées. Il acquiert également une réputation d'auteur lorsque ses souvenirs de pionnier intitulés Poenamo sont publiés et salués comme un classique peu après leur publication en 1881. Il fonde la première école d'art d'Auckland (gratuite) en 1878 et la soutient pendant 11 ans jusqu'à la fondation de l'Elam School of Art (en) en 1889. Il est également l'un des fondateurs de l'Auckland Grammar School.
En 1876, sa femme et ses filles partent en Angleterre pour l'éducation des enfants, mais le 8 octobre 1880, sa fille Ida décède à Londres, événement qui affecte profondément Campbell et son épouse Emma. À partir de 1885, Auckland subit une crise économique sévère qui compromet ses investissements dans la scierie du Wairoa et la station de Whakatane, le contraignant à les vendre respectivement en 1888 et 1890. En 1886, il exprime sa détresse financière dans une correspondance, déclarant : « Je suis littéralement saigné à blanc » (I am positively bled to death) par ses créanciers. Face à ces difficultés, il recentre ses activités sur la Brown Campbell & Company, spécialisée dans l'importation de spiritueux, et sur sa brasserie de Newmarket, dont les affaires, selon Campbell, sont si florissantes à la fin des années 1880 qu'elles « me tireraient d'affaire » (will pull me through).
En 1897, il fusionne ses intérêts dans le secteur des spiritueux avec la firme Ehrenfried Brothers, opération qui lui apporte une stabilité financière après deux décennies de turbulences. Son entreprise est rebaptisée pour l'occasion Campbell & Ehrenfried. Cette consolidation permet de concrétiser son projet philanthropique majeur : transformer son domaine d'One Tree Hill en parc public. Bien que le don officiel n'intervienne qu'en 1901, les bases juridiques et financières sont établies dès 1890 grâce à la vente de terrains périphériques pour éponger ses dettes.

### Dernières années
À 80 ans, Campbell commence à se retirer des affaires et des affaires publiques. Mais il demeure dans l'estime et la considération du public. Il avait siégé, en cinquante ans, à plus de 40 comités, conseils d'administration, fondations ou directions. Son livre avait fait connaître son rôle de père fondateur d'Auckland et son attachement indéfectible à cette ville. Les autres pionniers s'étaient peu à peu effacés, jusqu'à ce qu'il ne reste plus que lui. Il est proclamé « Père d'Auckland » (Father of Auckland).
En avril 1901, à l'âge de 83 ans, Campbell accepte à contre-cœur le poste de maire d'Auckland (en) après des pressions de la communauté, afin d'accueillir le duc et la duchesse de Cornouailles lors de leur visite royale. Élu avec près de 80 % des voix le 24 avril 1901, il négocie un mandat limité à des fonctions de représentation uniquement pendant la visite royale, confiant la gestion opérationnelle à un adjoint. Le 10 juin 1901, lors des cérémonies officielles, il fait don de son domaine d'One Tree Hill à la nation néo-zélandaise, le rebaptisant Cornwall Park (en) en l'honneur des visiteurs royaux (Cornouailles se traduit en anglais par Cornwall).
Le 26 juin 1902, Campbell est fait chevalier lors des Coronation Honours (en) du roi Édouard VII, en reconnaissance de son rôle fondateur dans le développement d'Auckland. Il complète ensuite sa donation initiale par deux transferts fonciers majeurs : 104 acres supplémentaires en 1907, puis 143 acres de terres de dotation en 1908, ces dernières étant destinées à financer l'entretien permanent du parc. De plus, il fait de généreux dons à diverses œuvres caritatives, notamment celles s'adressant aux mères et aux jeunes enfants. Dans son testament, après avoir prévu des rentes pour sa femme et sa fille, il ordonne à ses exécuteurs testamentaires de consacrer la majeure partie de son reliquat successoral à des œuvres sociales, caritatives et éducatives.
Devenu presque aveugle, John Logan Campbell reste une figure publique respectée, participant à des événements symboliques comme l'inauguration de sa statue en bronze aux portes de Cornwall Park le 24 mai 1906 (Empire Day), où il prononce un discours émouvant bien que sa vision soit réduite à la perception de la lumière. Il meurt le 22 juin 1912 à l'âge de 94 ans, après une brève maladie. L'Auckland Star (en) exprime l'émotion de la ville en annonçant « Le décès d'un patriarche ». Le 25 juin 1912, sa dépouille est transportée de sa maison de Parnell jusqu'à son lieu de sépulture, au sommet de Maungakiekie (One Tree Hill), suivie du plus grand cortège funèbre de l'histoire d'Auckland (en).